# Tabanus yoneyamai
Tabanus yoneyamai är en tvåvingeart som beskrevs av Hayakawa 1984. Tabanus yoneyamai ingår i släktet Tabanus och familjen bromsar. Inga underarter finns listade i Catalogue of Life.